# Nicaraguanische Fußballnationalmannschaft der Frauen
Die nicaraguanische Fußballnationalmannschaft der Frauen repräsentiert  die zentralamerikanische Republik Nicaragua im internationalen Frauenfußball.
Der nicaraguanische Verband Federación Nicaragüense de Fútbol ist Mitglied im Weltverband FIFA und im Regionalverband CONCACAF. Daher sind sie an der Qualifikation für die CONCACAF Women’s Championship bzw. CONCACAF Women’s Gold Cup berechtigt. Trotz der regelmäßigen Teilnahme an den Qualifikationsturnieren seit 2000 kam die Frauennationalmannschaft noch nie über diese hinaus.

## Weltmeisterschaft
| - 1991: keine Teilnahme - 1995: keine Teilnahme - 1999: keine Teilnahme - 2003: nicht qualifiziert - 2007: nicht qualifiziert | - 2011: nicht qualifiziert - 2015: nicht qualifiziert - 2019: nicht qualifiziert - 2023: nicht qualifiziert |

## CONCACAF Women’s Championship / CONCACAF Women’s Gold Cup
| - 1991: keine Teilnahme - 1993: keine Teilnahme - 1994: keine Teilnahme - 1998: keine Teilnahme - 2000: keine Teilnahme - 2002: nicht qualifiziert | - 2006: nicht qualifiziert - 2010: nicht qualifiziert - 2014: nicht qualifiziert - 2018: nicht qualifiziert - 2022: nicht qualifiziert |

## Olympische Spiele
| - 1996: keine Teilnahme - 2000: keine Teilnahme - 2004: nicht qualifiziert - 2008: nicht qualifiziert | - 2012: nicht qualifiziert - 2016: nicht qualifiziert - 2020: nicht qualifiziert |